# Triborate de lithium
Le triborate de lithium (LiB3O5) ou LBO est un cristal utilisé en optique non linéaire. Ce cristal est transparent entre 0,16 et 2,6 μm, avec un coefficient non linéaire modéré, et un seuil d'endommagement optique élevé (25 J/cm2 à 1 064 nm). Il est souvent utilisé pour la génération de seconde harmonique (SHG, aussi connue sous le nom de doublement de fréquence) des lasers Nd:YAG (1 064 nm → 532 nm).